# Franz von Baader

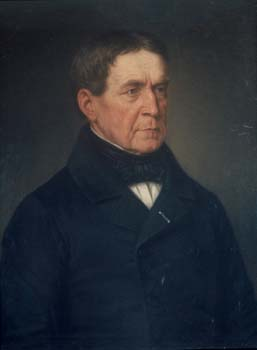
Franz von Baader, Ölgemälde im Besitz der Bayerischen Akademie der Wissenschaften

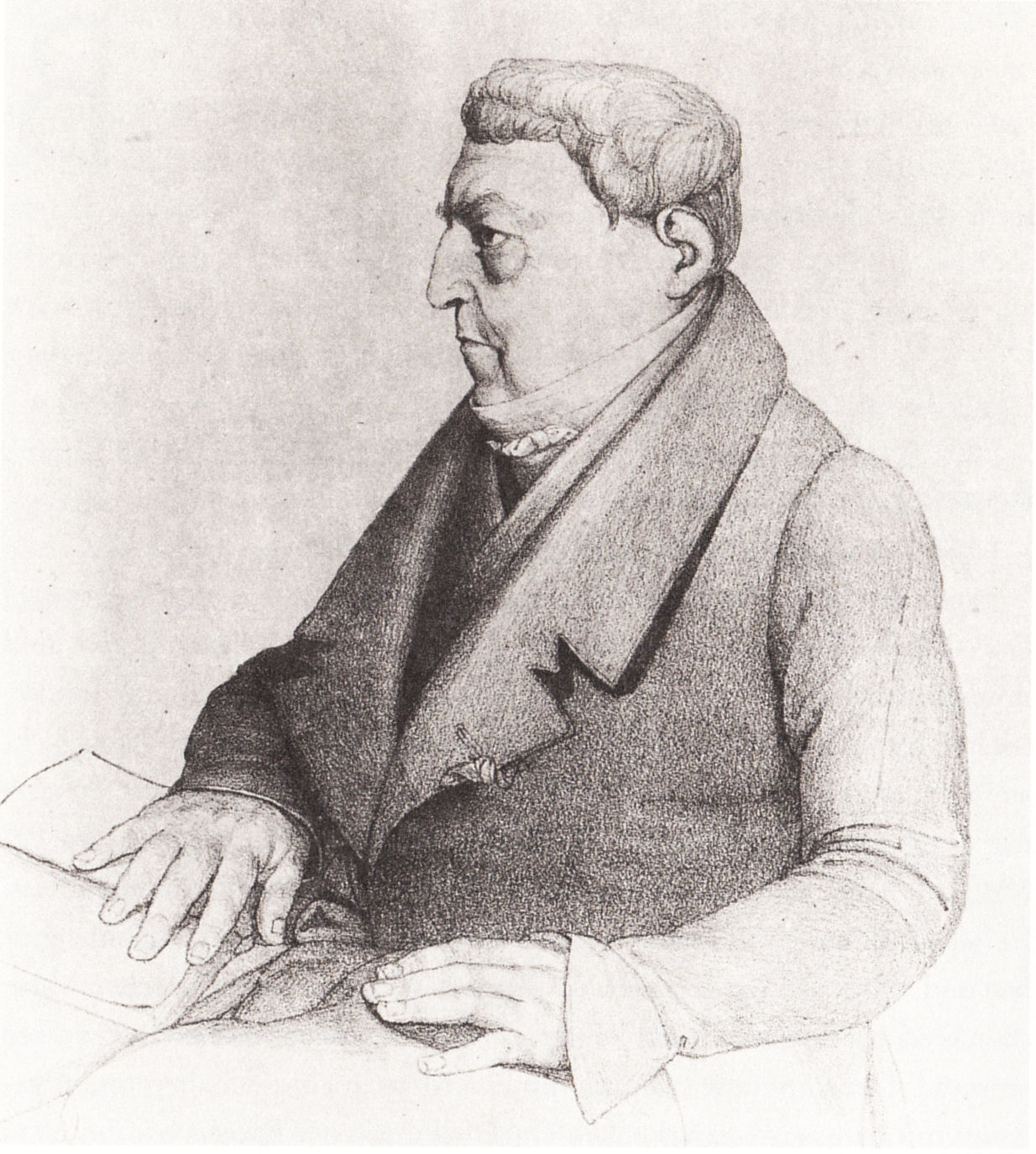
Franz von Baader

Benedict Franz Xaver, seit 1808 Ritter von Baader, auch Franz Benedikt von Baader (* 27. März 1765 in München; † 23. Mai 1841 ebenda), war ein deutscher Arzt, Bergbauingenieur und Philosoph. Er war ein Bruder des Ingenieurs und Arztes Joseph von Baader.

## Herkunft
Seine Eltern waren Franz Josef Baader (1733–1794) und dessen Ehefrau Maria Dorothea Rosalia geb. von Schöpff (1742–1829). Sein Vater war Leibarzt des Herzogs Clemens von Bayern. Sein Großvater Johann Adam Schöpf (1702–1772) war ein bekannter Freskomaler. Er war das dritte von dreizehn Kindern, darunter die Brüder Joseph von Baader (1763–1835) der Ingenieur und Arzt und der Theologe Clemens Alois Baader (1762–1838).

## Leben

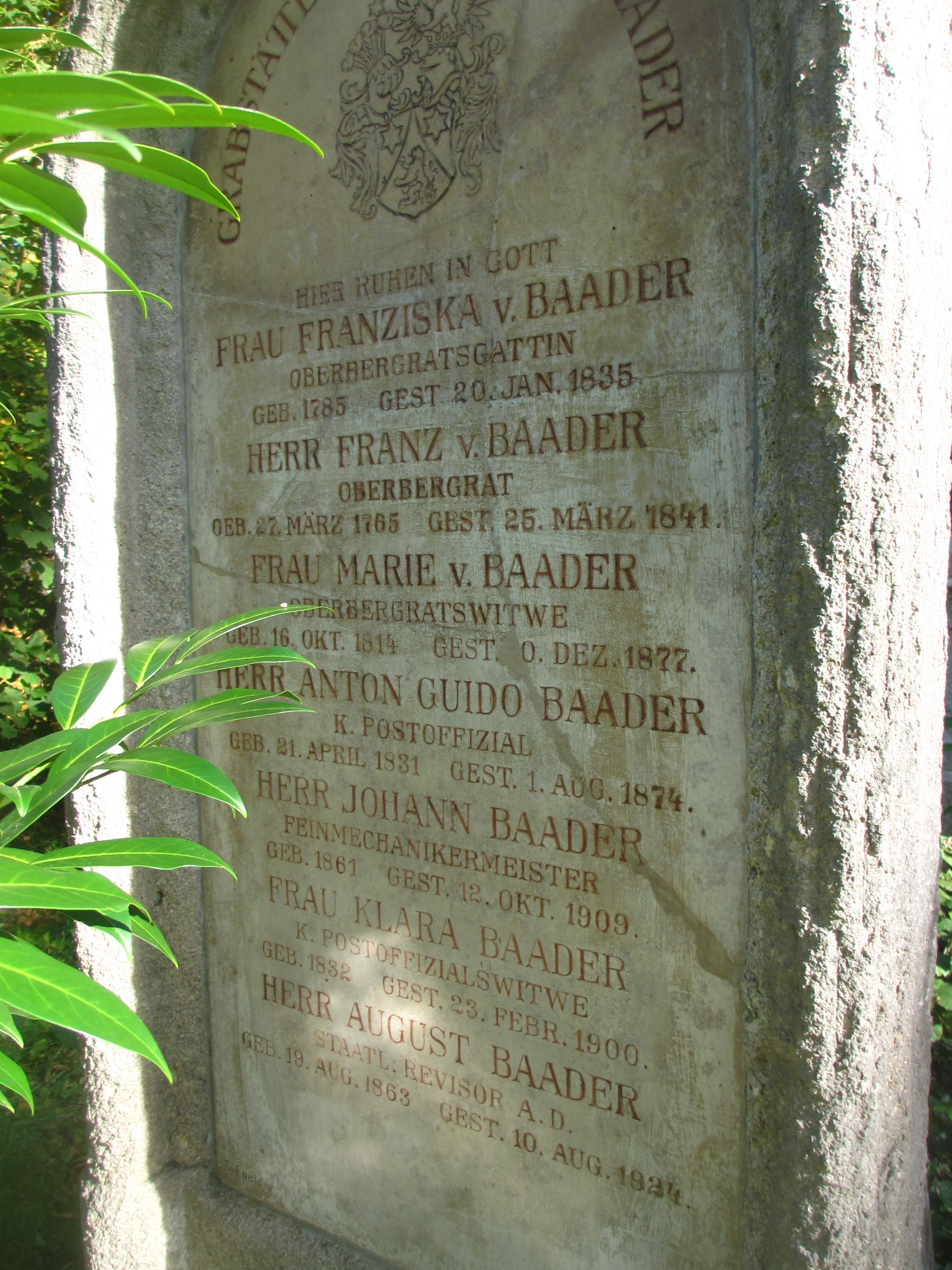
Grab von Franz v. Baader auf dem Alten Südlichen Friedhof in München

Er studierte von 1781 bis 1784 in Ingolstadt und Wien Medizin und Naturwissenschaften. Nachdem er 1785 als Arzt in die Praxis seines Vaters eingetreten war, gab er den Beruf bereits 1786 wieder auf, da der Anblick menschlichen Leidens ihm unerträglich gewesen sei, und begann ein Studium der Mineralogie und Chemie. Seine Dissertation von 1786 lautet Vom Wärmstoff. Ab 1788 studierte er dann an der Bergakademie Freiberg, wo Abraham Gottlob Werner sein Lehrer war, und wurde Bergbauingenieur.
Im Jahre 1792 beschrieb er als erster den Hohlladungseffekt.
1792 bis 1796 arbeitete Baader als Bergwerks- und Hüttenleiter in England und Schottland. Auf der Rückreise kam er in Hamburg mit den Schriften Schellings in Bekanntschaft. 1797 trat er in den Staatsdienst ein. Gleichzeitig begann er sich mit den Werken der Philosophen Jakob Böhme und Louis Claude de Saint-Martin zu beschäftigen. Er veröffentlichte Beiträge zur Elementar-Physiologie (1797) und Über das pythagoreische Quadrat in der Natur (1798). 1799 wurde er in München zum Bergrat, 1801 zum Oberbergrat und 1807 zum Oberstbergrat berufen. 1801 heiratete er Franziska von Reisky, mit der er zwei Kinder hatte.
Baader gründete 1805 die Salin-Tafelglasfabrik im ostbayrischen Lambach (Ortsteil von Lam am „Gläsernen Steig“). Baader gelang die Entwicklung eines erfolgreichen Glasschmelzverfahrens mittels Glaubersalz anstatt Pottasche. Das Patent hierauf verkaufte er 1811 an die österreichische Regierung. 1808 wurde er ordentliches Mitglied der Bayerischen Akademie der Wissenschaften. Ebenfalls 1808 wurde er mit dem Bayerischen Kronenorden ausgezeichnet und damit in den persönlichen Ritterstand erhoben.
Im Jahr 1815, nach dem Ende des Krieges gegen Napoleon, setzte Baader sich mit einer Schrift an die Siegermächte (Über das durch die französische Revolution herbeigeführte Bedürfnis einer neuen und innigen Verbindung der Religion mit der Politik) für ein einheitliches Reich aller Christen in Europa ein. Schon in seinem Entwurf von 1814 für die Heilige Allianz forderte er: „Dass sich die Monarchen nur von der christlichen Religion, nämlich der Gerechtigkeit, der christlichen Liebe und des Friedens werden leiten lassen.“
In München veröffentlichte Baader 1835 eine Schrift über die Lage des Proletariats und zählt damit zu den frühen Sozialreformern. Der umfangreiche Titel der Schrift lautet: Über das dermalige Mißverhältnis der Vermögenslosen oder Proletairs zu den Vermögen besitzenden Klassen der Sozietät in betreff ihres Auskommens, sowohl in materieller Hinsicht, aus dem Standpunkte des Rechts betrachtet. In dieser Schrift forderte er die Bildung von Assoziationen und Repräsentationen der Arbeiter, die in dem von Adam Smith propagierten freien Markt immer mehr verelendeten.
Seine Büste fand Aufstellung in der Ruhmeshalle in München. In München sind die Baaderstraße und der Baaderplatz und in Nürnberg die Baaderstraße nach ihm benannt.

## Familie
Er heiratete im Jahr 1800 in München Franziska von Reisky (* 1785; † 20. Januar 1835) und nach ihrem Tod im Jahr 1839 Maria Robel (* 16. Oktober 1814; † Dezember 1877). Er hatte insgesamt fünf Kinder, darunter Julie (1807–1880) die den Politiker Ernst von Lasaulx heiratete.

## Grabstätte
Die Grabstätte Franz von Baaders befindet sich auf dem Alten Südlichen Friedhof in München (Gräberfeld 14 – Reihe 12 – Platz 13) Standort.

## Namensgeber für Straße
Nach Franz Baader wurde am 28. September 1878 im Stadtteil Deutsches Museum (Stadtbezirk 2 – Ludwigsvorstadt-Isarvorstadt) die Baaderstraße und Baaderplatz ⊙ benannt.
Weitere nach Franz von Baader benannte Stassen sind:
- Baaderstraße in Nürnberg; Lage[7]
- Baaderstraße in Leipzig (Benennung 1936); Lage[8]

## Philosophie
Franz von Baaders spätere philosophische Schriften wurden allgemein geschätzt. Seine Theorien von einer einheitsstiftenden Weltseele und sein Böhme-Bild haben insbesondere auf Schellings Naturphilosophie eingewirkt, der ihm anfangs sehr verbunden war. Er beteiligte sich am Kreis um Joseph Görres, dem auch der Theologe Ignaz von Döllinger zeitweilig zugehört hat. Ab 1826 war Baader Honorarprofessor für Philosophie der 1472 in Ingolstadt gegründeten und 1826 nach München verlegten bayerischen Landesuniversität, wo er religionsphilosophische und erkenntnistheoretische Vorlesungen hielt.
Baader, Franz Xaver der Romantik nahestehender, mystischer Denker, schuf eine Gesellschaft- und Volkswirtschaftslehre, die vom Organismus- und Ganzheitsgedanken beherrscht war (Universalismus). Sämtl. Werke 16 Bde., (1851–60).
Baader stand der religiösen Bewegung um Johann Michael Sailer und Johannes Evangelista Goßner nahe, die sich unter anderem mit neuen Formen der Ökumene befassten. „Es könnte leicht von München aus wieder gut gemacht werden, was von Wittenberg aus verdorben war“ (Werke, Bd. XV, S. 516). Im Kölner Kirchenstreit positionierte sich Baader als vehementer Gegner des kirchlichen Absolutismus, worauf ihm der bayerische Innenminister Karl von Abel 1838 Vorlesungen in Religionsphilosophie verbot.

## Werke (Auswahl)
- Vorlesungen ueber speculative Dogmatik. 4 Bände, 1828–1836 (ULB Münster)
- Franz von Baader’s sämmtliche Werke. 16 Bände. Hrsg. v. Franz Hoffmann, Julius Hamberger et al. Bethmann, Leipzig 1851–60; Neudruck: Scientia, Aalen 1963 (Digitalisat bei Gallica; Korrigierter Volltext als PDF auf www.venturus.de)
- Schriften Franz von Baaders. Ausgewählt und herausgegeben von Max Pulver. Insel, Leipzig 1921; Faksimile-Ausgabe ebd. 1980, ISBN 3-458-14823-X
- Schriften zur Gesellschaftsphilosophie. Hrsg. v. Johannes Sauter. Fischer, Jena 1925
- Vom Sinn der Gesellschaft. Schriften zur Socialphilosophie. Ausgewählt und herausgegeben von Hans A. Fischer-Barnicol. Hegner, Köln 1966
- Sätze aus der erotischen Philosophie und andere Schriften. Hrsg. v. Gerd-Klaus Kaltenbrunner. Insel, Frankfurt am Main 1966; als Taschenbuch ebd. 1991, ISBN 3-458-33020-8
- Über die Begründung der Ethik durch die Physik und andere Schriften. Freies Geistesleben, Stuttgart 1969
- Fermenta cognitionis. Hrsg. v. Detlef Weigt. Superbia, Leipzig 2008, ISBN 978-3-937554-27-3
- Jugendtagebücher 1786–1793. Mit Vorwort und kritischem Kommentar, herausgegeben von Alberto Bonchino und Albert Franz. Baaderiana 2. Schöningh, Paderborn 2017, ISBN 978-3-506-76613-7
- Texte zur Naturphilosophie (1792–1808). Historisch-kritische kommentierte Ausgabe. Herausgegeben von Alberto Bonchino. Leiden/Paderborn 2021 (= Franz von Baader: Ausgewählte Werke, Bd. 1), ISBN 978-3-506-77937-3, E-Book ISBN 978-3-657-77937-6
- Texte zur Mystik und Theosophie (1808–1818). Historisch-kritische kommentierte Ausgabe. Herausgegeben von Alberto Bonchino. Leiden/Paderborn 2021 (= Franz von Baader: Ausgewählte Werke, Bd. 2), ISBN 978-3-506-78075-1, E-Book ISBN 978-3-657-78075-4
- Fermenta Cognitionis (1822–1825). Historisch-kritische kommentierte Ausgabe. Herausgegeben von Alberto Bonchino. Leiden/Paderborn 2024 (= Franz von Baader: Ausgewählte Werke, Bd. 3), ISBN 978-3-506-79027-9, E-Book ISBN 978-3-657-79027-2
- Vorlesungen über speculative Dogmatik (1828–1838). Historisch-kritische kommentierte Ausgabe. Herausgegeben von Alberto Bonchino. Leiden/Paderborn 2024 (= Franz von Baader: Ausgewählte Werke, Bd. 4), ISBN 978-3-506-79028-6, E-Book ISBN 978-3-657-79028-9